# روزا کلکو
روزا کلکو (انگلیسی: Rosa Keleku؛ زادهٔ ۱۶ ژانویهٔ ۱۹۹۵) تکواندوکار زن دسته ۴۹ کیلوگرم اهل جمهوری دموکراتیک کنگو است که در مجموع در بازی‌های آفریقایی برندهٔ ۱ مدال نقره شده‌است. کلکو پرچم دار کاروان ورزشی جمهوری دموکراتیک کنگو در بازی‌های المپیک تابستانی ۲۰۱۶ ریو دو ژانیرو